# Хунсин
Хунси́н (кит. упр. 红星, пиньинь Hóngxīng, буквально: «красная звезда») — бывший район городского подчинения городского округа Ичунь провинции Хэйлунцзян (КНР).

## История
В первой половине XX века эти земли находились под юрисдикцией уезда Танъюань. В 1952 году был образован уезд Ичунь, в 1957 году уезд Ичунь был преобразован в городской округ. В 1956 году здесь было образовано Хунциское лесничество, в 1958 году переименованное в Хунсинское лесничество. В декабре 1960 года был образован район Хунсин. В декабре 1962 года район был ликвидирован, но в декабре 1964 — восстановлен.
В 2019 году районы Уин, Хунсин и Синьцин были расформированы, а на их землях был создан уезд Фэнлинь.

## Административное деление
Район Хунсин делится на 1 уличный комитет, 5 лесхозов и 7 хозяйств.
| № | Название | Название (кит.) | Статус          | Население чел. (2010) | На карте                         |
| - | -------- | --------------- | --------------- | --------------------- | -------------------------------- |
| 1 | Хунсин   | 红星街道办事处  | уличный комитет | 18 89                 | 48°14′16″ с. ш. 129°22′45″ в. д. |

## Соседние административные единицы
Район Хунсин на севере граничит с районом Танванхэ, на востоке — с районом Синьцин, на юге — с районом Мэйси, на юго-западе — с районом Уин, на западе — с территорией городского округа Хэйхэ.